# Vrećari
Vrećari je naselje u Republici Hrvatskoj, u sastavu Općine Sveta Nedelja, Istarska županija. 

## Stanovništvo
Prema popisu stanovništva iz 2001. godine, naselje je imalo 126 stanovnika te 40 obiteljskih kućanstava.
| broj stanovnika |       |       | 25    | 49    | 56    | 48    |       |       | 113   | 103   | 106   | 73    | 94    | 101   | 126   | 168   | 199   |
|                 | 1857. | 1869. | 1880. | 1890. | 1900. | 1910. | 1921. | 1931. | 1948. | 1953. | 1961. | 1971. | 1981. | 1991. | 2001. | 2011. | 2021. |

## Gospodarstvo
Najveći dio industrijske zone poznate kao "Industrijska zona Dubrova" nalazi se na području naselja Vrećari. Sama zona je osnovana 1970.-tih godina zbog krize rudarstva s ciljem supstitucije te djelatnosti. Za potrebe supstitucije rudarstva je 1972. godine osnovan "Labinprogres", radna organizacija za supstituciju rudarenja i razvoj privrede tadašnje općine Labin. Unutar "Labinprogresa" tih su godina podignute četiri tvornice, pretežno u novoj industrijskoj zoni u Dubrovi. Gospodarski kapaciteti trebali su osigurati mogućnost zapošljavanja za otprilike 4.500 ljudi, od kojih je 2.200 tada bilo zaposleno u rudarstvu (eksploatacija ugljena zapošljavala je 77% ukupnog broja zaposlenih u industriji Labinštine). Postojeći gospodarski kapaciteti tada nisu mogli osigurati radna mjesta za svu slobodnu radnu snagu, pa je intervencija nužno prenesena na republičku i federalnu razinu. Temeljem toga se sredstvima Fonda za supstituciju ugljenokopa pristupilo izgradnji novih objekata koji su osigurali radni prostor za proširenje postojećih i smještaj novih industrijskih kapaciteta. Odabir lokacije na Dubrovi rezultat je analiza provedenih u studijama "Projekt Gornji Jadran - Prostorni plan razvoja turizma" kojima je ovaj prostor odabran kao povoljan za smještaj prerađivačke industrije i potvrđen Urbanističkim planom Labin-Rabac formiranjem zone gradskih komunalnih servisa i industrijske zone za čistu prerađivačku industriju, kao nastavak krajnjih stambenih zona Labina u smjeru sjevera od kojih su odijeljene zaštitnim zelenilom. Cilj formiranja industrijske zone Dubrova je bio okupiti veći dio tada potencijalnih industrijskih kapaciteta, a smještenih u neadekvatnim prostorima. Na području industrijske zone Dubrova, temeljem navedene prostorno-planske dokumentacije, tada su smješteni "Kvarnerplastika" (proizvodnja plovila od stakloplastike), Tvornica poljoprivrednih strojeva ("TPS"), Tvornica igračaka i lutaka ("Tila") i Autotransportno poduzeće "Istratrans". Svi navedeni subjekti, osim "TPS"-a propali su već do kraja 1990-tih. 
Danas na području industrijske zone, u dijelu koji se nalazi u Vrećarima, posluju "Cimos" (proizvodnja autodijelova), "TPS" (proizvodnja traktora i motokultivatora), "Transporti Runko" (servisna zona autotransportnog poduzeća), stanica za tehnički pregled, "Trans Euro" (servisna zona tvrtke koja pruža usluge specijalnog prijevoza), "De Conte" (PVC proizvodnja i betonara), salon namještaja "Vezo" i manja poduzeća kao "Vinicola" (veletrgovina pićima), "Vinogradi San Martino" (proizvodnja vina), "Brin" (proizvodnja plastične ambalaže), "Forta" (proizvodnja plastičnih dijelova) i drugi. Najturbulentnija je sudbina proizvodnih hala bivše "Kvarnerplastike", gdje je dugo nakon propasti "Kvarnerplastike" uspostavljena proizvodnja mobilnih kućica, ali s povremenim zastojima.